# Taliparamba
Taliparamba là một thành phố và khu đô thị của quận Kannur thuộc bang Kerala, Ấn Độ.

## Địa lý
Taliparamba có vị trí 12°03′B 75°21′Đ / 12,05°B 75,35°Đ Nó có độ cao trung bình là 56 mét (183 feet).

## Nhân khẩu
Theo điều tra dân số năm 2001 của Ấn Độ, Taliparamba có dân số 67.441 người. Phái nam chiếm 48% tổng số dân và phái nữ chiếm 52%. Taliparamba có tỷ lệ 82% biết đọc biết viết, cao hơn tỷ lệ trung bình toàn quốc là 59,5%: tỷ lệ cho phái nam là 85%, và tỷ lệ cho phái nữ là 78%. Tại Taliparamba, 12% dân số nhỏ hơn 6 tuổi.